# Tingkeum Manyang
Tingkeum Manyang is een bestuurslaag in het regentschap Bireuen van de provincie Atjeh, Indonesië. Tingkeum Manyang telt 2561 inwoners (volkstelling 2010).